# Landtagswahlkreis Innsbruck-Land
Der Wahlkreis Innsbruck-Land (Wahlkreis 2) ist ein Wahlkreis in Tirol, der den politischen Bezirk Innsbruck-Land umfasst. Bei der Landtagswahl 2013 waren im Wahlkreis Innsbruck-Land 126.926 Personen wahlberechtigt, wobei bei der Wahl die Österreichische Volkspartei (ÖVP) mit 35,01 % als stärkste Partei hervorging. Seit der Landtagswahl 2013 hält die ÖVP zwei der acht möglichen Grundmandate im Wahlkreis Innsbruck-Land, auf die Sozialdemokratische Partei Österreichs (SPÖ) und Die Grünen – Die Grüne Alternative (GRÜNE) entfielen jeweils ein Grundmandat.

## Wahlergebnisse
| Landtagswahlen im Landtagswahlkreis Innsbruck-Land | Landtagswahlen im Landtagswahlkreis Innsbruck-Land | Landtagswahlen im Landtagswahlkreis Innsbruck-Land | Landtagswahlen im Landtagswahlkreis Innsbruck-Land | Landtagswahlen im Landtagswahlkreis Innsbruck-Land | Landtagswahlen im Landtagswahlkreis Innsbruck-Land | Landtagswahlen im Landtagswahlkreis Innsbruck-Land | Landtagswahlen im Landtagswahlkreis Innsbruck-Land | Landtagswahlen im Landtagswahlkreis Innsbruck-Land | Landtagswahlen im Landtagswahlkreis Innsbruck-Land |
| -------------------------------------------------- | -------------------------------------------------- | -------------------------------------------------- | -------------------------------------------------- | -------------------------------------------------- | -------------------------------------------------- | -------------------------------------------------- | -------------------------------------------------- | -------------------------------------------------- | -------------------------------------------------- |
| Wahltermin                                         | GM                                                 |                                                    | ÖVP                                                | SPÖ                                                | FPÖ                                                | GRÜNE                                              | FRITZ                                              | Sonstige                                           |                                                    |
| 12. März 1989                                      |                                                    | Stimmenanteile (%)                                 | 48,05                                              | 22,56                                              | 16,00                                              | 8,34                                               | -                                                  | 5,06                                               |                                                    |
| 12. März 1989                                      | 8                                                  | Grundmandate                                       | 3                                                  | 1                                                  | 1                                                  | 1                                                  | -                                                  | 0                                                  |                                                    |
| 13. März 1994                                      |                                                    | Stimmenanteile (%)                                 | 43,69                                              | 20,05                                              | 16,97                                              | 12,04                                              | -                                                  | 7,25                                               |                                                    |
| 13. März 1994                                      | 8                                                  | Grundmandate                                       | 3                                                  | 1                                                  | 1                                                  | 1                                                  | -                                                  | 0                                                  |                                                    |
| 7. März 1999                                       |                                                    | Stimmenanteile (%)                                 | 42,56                                              | 23,23                                              | 20,70                                              | 9,77                                               | -                                                  | 3,74                                               |                                                    |
| 7. März 1999                                       | 8                                                  | Grundmandate                                       | 3                                                  | 1                                                  | 1                                                  | 0                                                  | -                                                  | 0                                                  |                                                    |
| 28. September 2003                                 |                                                    | Stimmenanteile (%)                                 | 46,56                                              | 26,21                                              | 8,11                                               | 17,97                                              | -                                                  | 1,15                                               |                                                    |
| 28. September 2003                                 | 8                                                  | Grundmandate                                       | 2                                                  | 0                                                  | 0                                                  | 1                                                  | -                                                  | 0                                                  |                                                    |
| 8. Juni 2008                                       |                                                    | Stimmenanteile (%)                                 | 36,01                                              | 15,05                                              | 12,41                                              | 12,18                                              | 21,59                                              | 2,75                                               |                                                    |
| 8. Juni 2008                                       | 8                                                  | Grundmandate                                       | 3                                                  | 1                                                  | 1                                                  | 1                                                  | 1                                                  | 0                                                  |                                                    |
| 28. April 2013                                     |                                                    | Stimmenanteile (%)                                 | 35,01                                              | 13,27                                              | 8,79                                               | 14,99                                              | 7,12                                               | 20,81                                              |                                                    |
| 28. April 2013                                     | 8                                                  | Grundmandate                                       | 2                                                  | 1                                                  | 0                                                  | 1                                                  | 0                                                  | 0                                                  |                                                    |
| 25. Februar 2018                                   |                                                    | Stimmenanteile (%)                                 | 39,78                                              | 18,82                                              | 16,42                                              | 11,75                                              | 6,59                                               | 6,64                                               |                                                    |
| 25. Februar 2018                                   | 8                                                  | Grundmandate                                       | 3                                                  | 1                                                  | 1                                                  | 1                                                  | 0                                                  | 0                                                  |                                                    |
| 25. September 2022                                 |                                                    | Stimmenanteile (%)                                 | 29,47                                              | 20,35                                              | 17,76                                              | 9,77                                               | 11,72                                              | 9,36                                               |                                                    |
| 25. September 2022                                 | 8                                                  | Grundmandate                                       | 2                                                  | 1                                                  | 1                                                  | 0                                                  | 1                                                  | 0                                                  |                                                    |